# Gruey-lès-Surance
Gruey-lès-Surance é uma comuna francesa na região administrativa de Grande Leste, no departamento de Vosges. Estende-se por uma área de 27,1 km². Em 2010 a comuna tinha 262 habitantes (densidade: 9,7 hab./km²).